# Panicum decompositum
Espèce
Classification phylogénétique
Panicum decompositum est une espèce de la famille des Poaceae. C'est une plante pérenne herbacée originaire d'Australie et de Nouvelle-Calédonie.
Ses feuilles lancéolées atteignent 30 cm de hauteur.